# Leptogenys gagates
Leptogenys gagates är en myrart som beskrevs av Mann 1922. Leptogenys gagates ingår i släktet Leptogenys och familjen myror. Inga underarter finns listade i Catalogue of Life.